# Monsterland
Monsterland es una serie de televisión de transmisión de terror de antología dramática estadounidense creada por Mary Laws, basada en la colección de cuentos North American Lake Monsters: Stories de Nathan Ballingrud. Consta de ocho episodios y se estrenó el 2 de octubre de 2020 en Hulu. 

## Desarrollo
En mayo de 2019, se anunció que Hulu había pedido ocho episodios, con Mary Laws como creadora y productora ejecutiva, posición compartida con Babak Anvari, Lucan, Toh y Anvari y Annapurna Television como productora adjunta. Fue lanzada el 2 de octubre de 2020.

### Casting
En noviembre de 2019, se anunció que Kaitlyn Dever y Jonathan Tucker se habían unido al elenco, apareciendo en el primer episodio, en febrero de 2020, Mike Colter, en julio de 2020 Kelly Marie Tran y Taylor Schilling, y en agosto de 2020, se anunció que Nicole Beharie, Adepero Oduye, Roberta Colindrez, Charlie Tahan y Hamish Linklater.

### Rodaje
Fue filmada en Kingston, Nueva York, en noviembre de 2019.

## Recepción
El agregador de reseñas Rotten Tomatoes reportó un índice de aprobación del 82% basado en 28 reseñas, con una calificación promedio de 6.71/10. El consenso de los críticos del sitio web dice: "Aunque se esfuerza por encontrar una línea sólida, Monsterland es un escaparate perfecto para su talentoso elenco y equipo". Metacritic le dio una puntuación promedio ponderada de 63 sobre 100 según cinco reseñas, lo que indica "críticas generalmente favorables".